# 小田貫湿原

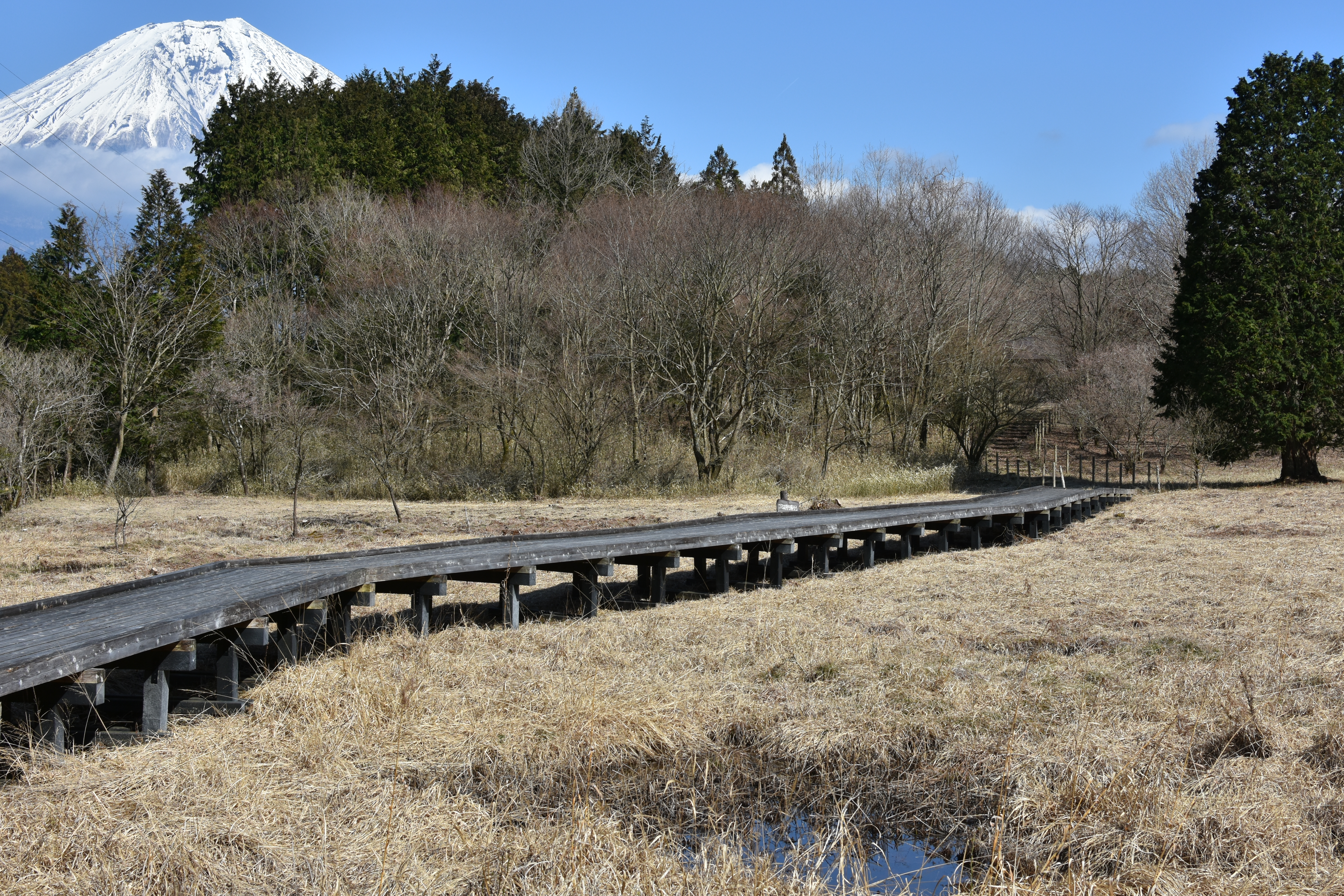
小田貫湿原

小田貫湿原（こだぬきしつげん）は、静岡県富士宮市にある湿原。富士箱根伊豆国立公園に位置する。

## 概要
座標: 北緯35度22分8秒 東経138度33分5秒 / 北緯35.36889度 東経138.55139度
富士山西麓では唯一の残された湿原であり、環境省の「重要湿地」および「重要里地里山」に指定されている。標高は670mから690m程であり、面積は1.75ha。大小125余りの池が点在し、古富士泥流の上の黒土層上に位置している。